# Angren (Fluss)
Der Angren (usbekisch Angren; tadschikisch Оҳангарон (Ohangaron); russisch Ангрен, Ахангаран (Achangaran)) ist ein rechter Nebenfluss des Syrdarja in Usbekistan.
Der Angren entsteht am Zusammenfluss von Aktaschsaja und Urtalyksaja in der Provinz Namangan an der Südostflanke des Tschatkalgebirges im West-Tianshan. Er fließt im Oberlauf in südwestlicher Richtung in die Provinz Taschkent. Dabei fließt er durch eine Schlucht, welche sich durch die Hochebene von Angren schneidet. Das Tal verbreitert sich später. Hier wird der Fluss zum Achangaran-Stausee aufgestaut. Flussabwärts liegen die Städte Angren und Ohangaron. Im Unterlauf durchfließt der Angren den Tjuijabugus-Stausee, nimmt den Karasu auf und mündet schließlich nach 223 km rechtsseitig in den Syrdarja. Der Angren entwässert ein Areal von 5260 km². Die größten Abflüsse erreicht der Angren während der Schneeschmelze im Monat Mai.